# Der gute Bulle: Friss oder stirb
Der gute Bulle: Friss oder stirb ist ein deutscher Fernsehfilm von Lars Becker aus dem Jahr 2019 mit Armin Rohde in der Hauptrolle. Es ist der zweite Film der Krimireihe Der gute Bulle und wurde erstmals am 26. April 2019 auf arte ausgestrahlt.

## Handlung
Als ein verdeckt arbeitender Ermittler von Kriminellen der Drogenszene erschossen wird, soll Fredo Schulz die Sonderkommission zum Fall leiten. Ausgerechnet Schulz als Ex-Alkoholiker und ehemaliger Drogenkonsument soll diese Aufgabe übernehmen, aber sein Vorgesetzter Simon Kowalski vermutet einen Maulwurf in den eigenen Reihen und glaubt, Schulz vertrauen zu können. Um Hinweise zu den Mördern zu bekommen, schleust Schulz die ehemalige Dealerin Dakota als Informantin in die Drogenszene ein, die als Gegenleistung vorzeitig aus der Haft entlassen wird und Schulz mit Informationen versorgen soll. Dakota kennt sich bestens in der Szene aus und es gelingt ihr, Schulz und seinem Assistenten Filipovic wichtige Informationen zuzuspielen. Gleichzeitig versucht Schulz, den Maulwurf zu finden, durch den der letzte V-Mann sein Leben verloren hat.
Für die Soko gerät Hassan Moussa unter dringenden Tatverdacht, weil Fingerabdrücke in der Wohnung des erschossenen V-Manns gefunden werden. Für die letzten Beweise soll Dakota helfen, die immer wieder den drogenabhängigen Pablo abwehren muss, ihren Ex-Freund und Vater ihrer Tochter, der sie für sich wiedergewinnen möchte. Schulz wird klar, dass Filipovic und Dakota mehr als nur die Arbeit verbindet. Schulz warnt seinen Kollegen, nicht zu weit zu gehen, weil dies nicht nur ihre Ermittlungen gefährde, sondern auch das Leben ihrer Informantin. Bei einem geplanten Zugriff bei Moussa, als dieser gerade Drogen an seine Kleindealer verteilt, lässt Schulz absichtlich seinen Kollegen Axel Gondorf außen vor, den er für den Verräter hält. Nachdem Gondorf die Sache durchschaut, warnt er Moussa telefonisch, wodurch Dakota enttarnt wird und Moussa mit ihr als Geisel dem Polizeieinsatz entkommt. Er lässt Dakota frei, steckt ihr noch einen Zettel mit dem Namen des Maulwurfs zu und taucht unter. Gondorf soll ihm zur Flucht verhelfen, doch da der befürchten muss, als Mörder des V-Manns zur Verantwortung gezogen zu werden, erschießt er Moussa. Schulz und Filipovic nehmen Gondorf fest, ebenso ihren Vorgesetzten Simon Kowalski, dessen Name auch auf Moussas Zettel steht, da er bei Gondorfs Geschäften mitkassiert hat. Schließlich erschießt Pablo Dakota, als sie ihn erneut abblitzen lässt, und stellt sich anschließend der Polizei. Filipovic quittiert daraufhin den Dienst.

## Hintergrund
Der Film wurde vom 15. Mai bis zum 20. Juni 2018 in Berlin gedreht.

## Rezeption

### Einschaltquote
Die Erstausstrahlung hatte Der gute Bulle:Friss oder stirb in Deutschland am 26. April 2019 auf arte. Bei der ersten Ausstrahlung im Abendprogramm des ZDF am 25. Mai 2020 wurde der Film von 6,02 Millionen Zuschauern gesehen;  er erreichte einen Marktanteil von 18,8 Prozent.

### Kritiken
Auf tittelbach.tv schrieb Rainer Tittelbach: „‚Der gute Bulle‘ ist ein typischer Lars-Becker-Film. Rau die Gangart, rüde der Tonfall, und die Grenzen zwischen den vermeintlichen Guten und den Bösen verschwimmen. Plot und Charaktere sind einfach gestrickt, die Dramaturgie nicht gerade subtil. Die Handlung ist straight, die Atmosphäre cool, der Film spannend. Es gibt Tote, aber auch gerötete Augen.“
Ursula Scheer von der FAZ meinte: „Mit ‚Friss oder stirb‘ übertrumpft Lars Becker nicht seine besten ‚Nachtschicht‘-Episoden oder Glanzstücke wie seine ‚Unter Feinden‘-Filme. Aber er entwickelt das Arbeitsumfeld von Fredo Schulz, als der Armin Rohde seine ganze Souveränität einbringt, so vielversprechend fort, dass man gerne weitere Filme mit diesem Kommissar sähe.“
Bei evangelisch.de wertete Tilmann P. Gangloff: „Die Handlung erinnert an zwei Thriller mit Aylin Tezel [als] ‚Die Informantin‘ […], allerdings ist Beckers Film noch eine Nummer härter. Es gibt außerdem nur wenige deutsche Regisseure, die ihren Darstellern eine derart prägnante physische Präsenz entlocken können. Das funktioniert natürlich nur mit den richtigen Akteuren.“ Der Thriller sei „ziemlich entspannt inszeniert, aber auch die lässig und cool klingende Musik kann nicht darüber hinwegtäuschen, dass der Film ausgesprochen düster ist und selbstredend kein gutes Ende nimmt.“